# 篠原慎平
篠原 慎平（しのはら しんぺい、1990年6月13日 - ）は、愛媛県四国中央市出身の元プロ野球選手（投手）、女子野球監督。右投左打。

## 経歴

### プロ入り前
小学2年で軟式野球を始め、中学時代は川之江ボーイズ（第10期生）に所属。愛媛県立川之江高等学校では、1年夏に県大会4強、1年秋に四国大会8強、2年夏に県大会4強を経験するが、同校野球部の不祥事に巻き込まれ、同校を中退した。しかし、野球への思いを断ち切れず、独立リーグ・四国・九州アイランドリーグ（現・四国アイランドリーグplus）の愛媛マンダリンパイレーツに2008年入団。

### 愛媛時代
愛媛マンダリンパイレーツ入団後は、1年目から公式戦に出場する。今治精華高等学校通信制課程松山校に通いながら19試合64.1回をこなし、4勝3敗、防御率3.36の成績を残した。 
2年目は体幹の弱さ、スタミナに課題を残し、2勝6敗、防御率6.31に低迷。 3年目の2010年はNPB二軍との交流戦2試合に先発起用され、2月27日の阪神タイガース二軍戦で3回2安打無失点の好投。 4月24日の福岡ソフトバンクホークス二軍戦では初回に失点するも、2･3回を無失点に抑え逆転勝利に貢献した。公式戦では5月までに3勝を挙げたが、6月以降の登板は肩違和感により1試合1イニングに終わった。5月3日の徳島インディゴソックス戦では最速146キロをマークし、NPBスカウトの前で完封勝利を収めている。痛めた肩は関節唇断裂と診断され、2010年オフに手術に踏み切る。しかし回復までは長引き、その後2年間は公式戦には登板できなかった。2012年は開幕日に自由契約選手の公示を受け、そのシーズンは練習生として過ごす。5月29日の阪神二軍との交流戦に1イニング登板したが、シーズン終了後に愛媛を退団した。

### 香川時代

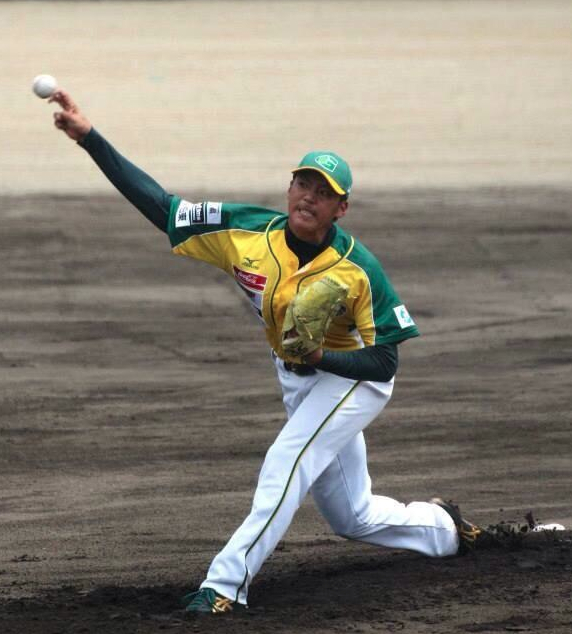
香川時代（2013年8月4日・越知球場）

現役続行を賭け、2012年オフにトライアウトを受験。140km/hを出し、香川オリーブガイナーズに練習生として入団。2012年2月1日付で香川オリーブガイナーズに支配下登録された。2013年シーズンは3勝6敗、78.2回、防御率4.12の実績を残した。シーズン終了後の12月に期間満了で選手契約を解除され、再び練習生となった。2013年シーズン終了時には引退も考えていたが、チームメイトからの説得で続行したという。
2014年4月10日に再度選手登録された。2014年のシーズンは、チームの投手事情から主に抑えとして起用される。この配置転換には肩をかばわずに投げさせるという意図も含まれていたが、結果的に功を奏して球速が回復し、最高153キロを記録するまでになった。このシーズンは6勝5敗10セーブ、防御率3.03の成績であった。
2014年のNPB育成ドラフト会議で、読売ジャイアンツ（巨人）から1巡目で指名。育成選手として入団した。入団当初の背番号は001。

### 巨人入団後
2016年には、イースタン・リーグ公式戦16試合に登板、2勝0敗1セーブ、防御率1.71。秋季キャンプ後に台湾のアジア・ウィンター・リーグに参加、13イニングを投げリーグトップの20奪三振。 
2017年には、イースタン・リーグ公式戦で開幕から9試合の登板で無失点を続け、4月17日に支配下登録選手公示、背番号が92に変更された。同月18日に出場選手登録され、翌19日の対東京ヤクルトスワローズ戦（鹿児島県立鴨池野球場）3回表から救援登板で公式戦デビュー、先発投手の高木勇人が2回裏の打席で負傷したことによる緊急登板で3イニングを無失点、公式戦初勝利。
2018年6月10日、飲食店の個室で裸になった篠原をチームメイトの河野元貴が撮影し河野のInstagramアカウントに投稿したことで、篠原と河野は球団から謹慎処分を受けた。選手としての身分はともに、「2018年7月7日から11月30日まで間において期限を定めない」出場停止選手となり、同年8月10日付での「復帰」まで出場停止選手の状態が続いた。処分解除後は三軍で実戦復帰し、9月には二軍でも登板した。しかし10月26日、河野とともに球団から戦力外通告を受けた。11月13日の12球団合同トライアウトに参加、1四球1奪三振で、球速は最大で152km/hを記録した。12月2日、自由契約公示された。

### 巨人退団後
2019年から2022年まで、社会人野球チームのTHINKフィットネス・GOLD'S GYMベースボールクラブに所属していた。
また、2020年にはヴィーナスリーグ4部参加のゴールドジム女子硬式野球部の監督にも就任した。2022年には古巣である巨人の女子野球チーム（本格始動は2023年から）に所属する4人の選手を1年間預かって指導に当たった。

## プレースタイル・人物
最速155km/hの直球とスライダー、フォーク、カーブを投げる。大柄な体格ながら牽制、フィールディングにも定評がある。
憧れの投手は斉藤和巳。

## 詳細情報

### 年度別投手成績
| 年 度     | 球 団     | 登 板 | 先 発 | 完 投 | 完 封 | 無 四 球 | 勝 利 | 敗 戦 | セ 丨 ブ | ホ 丨 ル ド | 勝 率 | 打 者 | 投 球 回 | 被 安 打 | 被 本 塁 打 | 与 四 球 | 敬 遠 | 与 死 球 | 奪 三 振 | 暴 投 | ボ 丨 ク | 失 点 | 自 責 点 | 防 御 率 | W H I P |
| --------- | --------- | ----- | ----- | ----- | ----- | -------- | ----- | ----- | -------- | ----------- | ----- | ----- | -------- | -------- | ----------- | -------- | ----- | -------- | -------- | ----- | -------- | ----- | -------- | -------- | ------- |
| 2017      | 巨人      | 23    | 0     | 0     | 0     | 0        | 1     | 1     | 0        | 0           | .500  | 117   | 27.1     | 25       | 2           | 14       | 0     | 1        | 19       | 3     | 0        | 13    | 11       | 3.62     | 1.43    |
| 2018      | 巨人      | 7     | 0     | 0     | 0     | 0        | 0     | 0     | 0        | 0           | ----  | 47    | 10.0     | 17       | 2           | 2        | 0     | 0        | 2        | 1     | 0        | 7     | 7        | 6.30     | 1.90    |
| 通算：2年 | 通算：2年 | 30    | 0     | 0     | 0     | 0        | 1     | 1     | 0        | 0           | .500  | 164   | 37.1     | 42       | 4           | 16       | 0     | 1        | 21       | 4     | 0        | 20    | 18       | 4.34     | 1.55    |

- 2018年度シーズン終了時

### 年度別守備成績
| 年 度 | 球 団 | 投手  | 投手  | 投手  | 投手  | 投手  | 投手     |
| 年 度 | 球 団 | 試 合 | 刺 殺 | 補 殺 | 失 策 | 併 殺 | 守 備 率 |
| ----- | ----- | ----- | ----- | ----- | ----- | ----- | -------- |
| 2017  | 巨人  | 23    | 2     | 2     | 0     | 0     | 1.000    |
| 2018  | 巨人  | 7     | 1     | 2     | 0     | 0     | 1.000    |
| 通算  | 通算  | 30    | 3     | 4     | 0     | 0     | 1.000    |

- 2018年度シーズン終了時

### 記録
NPB投手記録
- 初登板・初勝利：2017年4月19日、対東京ヤクルトスワローズ2回戦（鹿児島県立鴨池野球場）、3回表に2番手で救援登板、3回無失点
- 初奪三振：同上、3回表に西浦直亨から見逃し三振

### 独立リーグでの投手成績
以下の数値は、リーグ公式ウェブサイトによる。
| 年 度     | 球 団     | 防 御 率 | 登 板 | 勝 利 | 敗 戦 | セ 丨 ブ | 完 投 | 完 封 | 無 四 球 | 投 球 回 | 打 者 | 被 安 打 | 被 本 塁 打 | 奪 三 振 | 与 四 球 | 与 死 球 | 失 点 | 自 責 点 | 暴 投 | ボ 丨 ク |
| --------- | --------- | -------- | ----- | ----- | ----- | -------- | ----- | ----- | -------- | -------- | ----- | -------- | ----------- | -------- | -------- | -------- | ----- | -------- | ----- | -------- |
| 2008      | 愛媛      | 3.36     | 19    | 4     | 3     | 0        | 0     | 0     | 0        | 64.1     | 182   | 50       | 0           | 29       | 22       | 3        | 30    | 24       | 4     |          |
| 2009      | 愛媛      | 6.31     | 23    | 2     | 6     | 1        | 2     | 0     | 0        | 71.1     | 329   | 99       | 8           | 33       | 16       | 5        | 60    | 50       |       |          |
| 2010      | 愛媛      | 3.34     | 12    | 3     | 3     | 0        | 2     | 1     | 1        | 62.0     | 256   | 54       | 1           | 34       | 22       | 5        | 27    | 23       |       |          |
| 2013      | 香川      | 4.12     | 23    | 3     | 6     | 0        | 0     | 0     | 0        | 78.2     | 349   | 90       | 2           | 35       | 36       | 8        | 42    | 36       |       |          |
| 2014      | 香川      | 3.03     | 53    | 6     | 5     | 10       | 0     | 0     | 0        | 77.1     | 334   | 71       | 4           | 58       | 32       | 6        | 32    | 26       | 8     | 0        |
| 通算：5年 | 通算：5年 | 4.05     | 130   | 18    | 23    | 11       | 4     | 1     | 1        | 353.2    | 1450  | 364      | 1           | 189      | 128      | 27       | 191   | 159      |       |          |

### 背番号
- 11 （2008年 - 2009年）
- 18 （2010年 - 2012年）
- 11 （2013年 - 2014年）
- 001 （2015年 - 2017年4月15日）
- 92 （2017年4月16日 - 同年終了）
- 62 （2018年）

### 登場曲
- 「紅蓮の弓矢」Linked Horizon （2017年）
- 「PRIDEオープニングテーマ」高梨康治 （2017年 - ）